# Husøya (Ørland)
Husøya est une île habitée de la commune de Ørland , en mer de Norvège dans le comté de Trøndelag en Norvège.

## Description
L'île de 7,8 km2 est la plus grande de l'archipel de Tarva, au large de la péninsule de Fosen.

### Batterie côtière
Husøya, durant la seconde guerre mondiale, abrita une batterie côtière (MAB 1./507 Husøya) équipée de 3x1 Canon de 28 cm SK L/45 de portée de 35 km. Plus de 2000 soldats allemands étaient présents sur l'île et un grand nombre de prisonniers de guerre russes. 
après guerre, le fort fut repris par l'armée norvégienne puis abandonné.
L'extrémité sud de l'île est utilisée comme champ de tir pour la base aérienne d'Ørland.

## Galerie

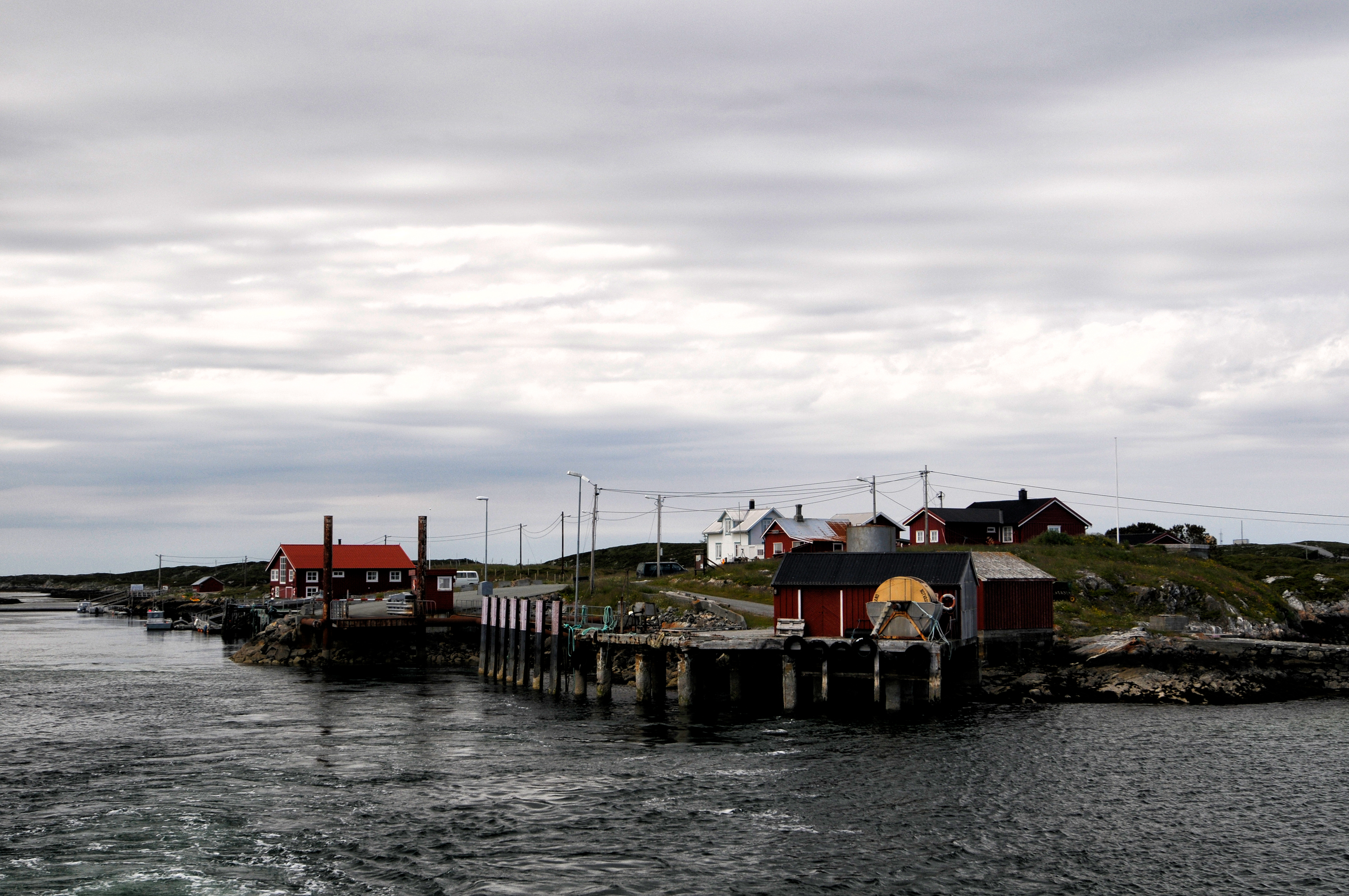
Embarcadère de Husøya
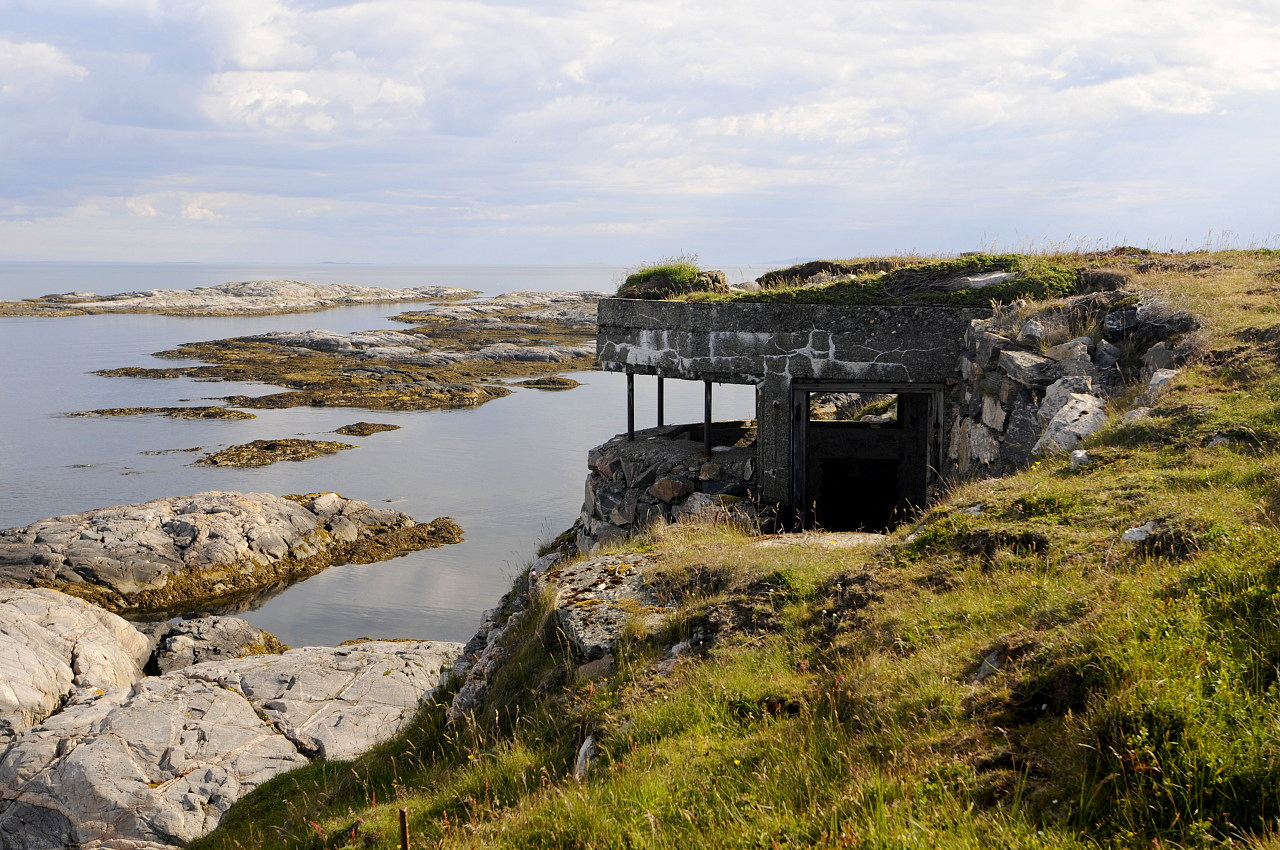
Ancienne batterie côtière allemande
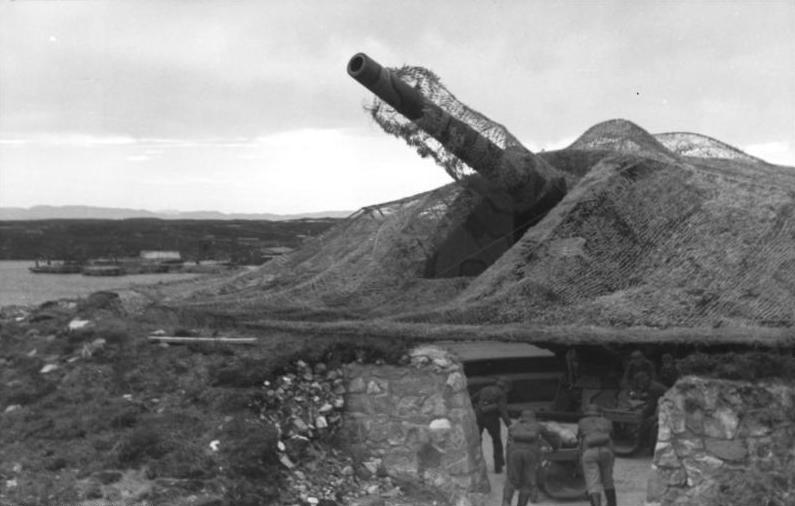
Canon de 28 cm SKL/45
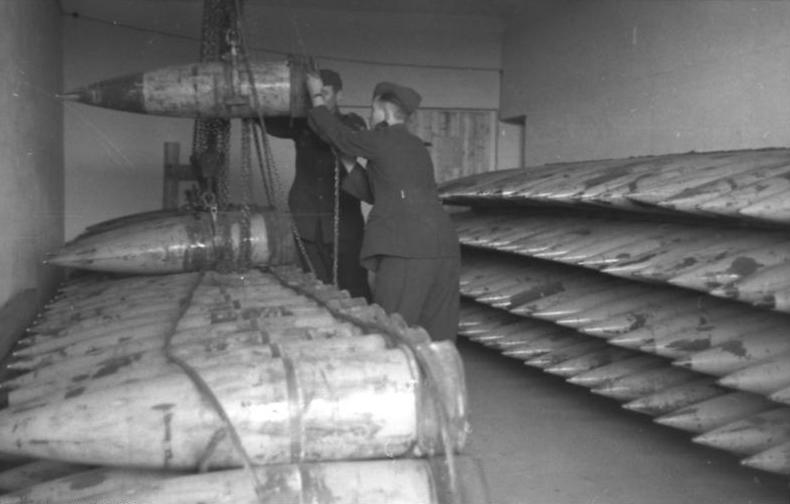
Soute à munition